# Karl Pius von Österreich-Toskana

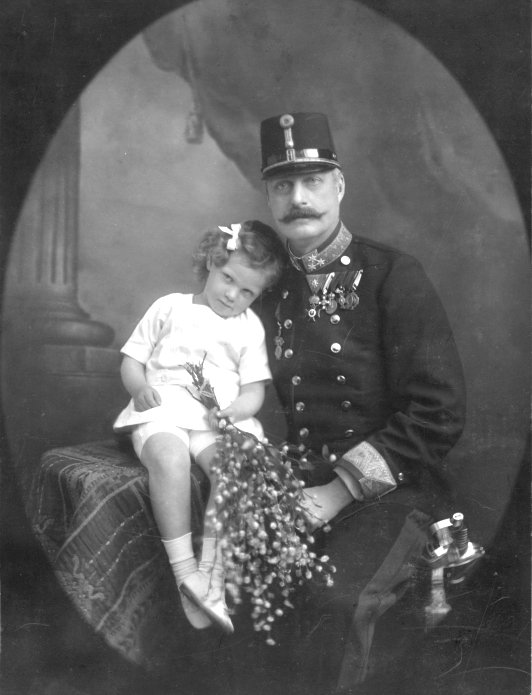
Karl Pius und Vater Erzherzog Leopold Salvator

Karl Pius von Habsburg-Lothringen-Toskana (* 4. Dezember 1909 in Wien; † 24. Dezember 1953 in Barcelona) aus dem Hause Habsburg-Lothringen (Linie Habsburg-Lothringen-Toskana) war Erzherzog von Österreich und als Karl VIII. (Carlos VIII.) Prätendent auf den spanischen Thron.

## Leben
Der Erzherzog wurde auf den vollen Namen Karl Pius Maria Adelgonde Blanka Leopold Ignaz Raphael Michael Salvator Kyrill Angelus Barbara von Österreich-Toscana getauft. Karl Pius war ein Sohn von Erzherzog Leopold Salvator (1863–1931) (und damit Abkömmling von Kaiser Leopold II.) und von Blanka von Bourbon (1868–1949), Tochter von Carlos María de los Dolores de Borbón (1848–1909), der als Carlos (VII.) Prätendent auf den spanischen Thron gewesen war.
Auch Karl Pius erhob von 1943 bis 1953 unter dem Namen Carlos (VIII.) als carlistischer Prätendent Anspruch auf den Thron. Als er jedoch im Alter von 44 Jahren 1953 in Barcelona starb, hinterließ er nur zwei minderjährige, aus einer nicht hausgesetzmäßigen Ehe stammende, Töchter, weswegen sein vier Jahre älterer Bruder Erzherzog Franz Joseph Karl die Anwartschaft übernahm.
Er ist im Kloster Poblet beigesetzt.